# Криваче (Хан Пијесак)
Криваче су насељено мјесто у општини Хан Пијесак, Република Српска, БиХ. Према попису становништва из 1991. у насељу је живјело 248 становника.

## Становништво
| Демографија | Демографија | Демографија |
| Година      | Становника  | Становника  |
| ----------- | ----------- | ----------- |
| 1948.       | 160         |             |
| 1953.       | 197         |             |
| 1961.       | 293         |             |
| 1971.       | 307         |             |
| 1981.       | 271         |             |
| 1991.       | 248         |             |